# George Cyril Allen
George Cyril Allen (Kenilworth, 28 de junho de 1900 — 31 de julho de 1982) foi um economista britânico. Foi professor de economia na Universidade de Liverpool de 1933 a 1947, também da University College London, de 1947 a 1967.